# Front per a l'Alliberament de Palestina
El Front d'Alliberament de Palestina (en àrab جبهة تحرير فلسطين, Jabhat Taḥrīr Filasṭīn; sigla: FAP) és un grup d'activistes palestins que és actiu en el Líban i l'Autoritat Nacional Palestina. Hi ha dues versions del grup, la formada l'any 1959, i la formada en l'any 1976.

## Primer FAP
Ahmed Jibril, un refugiat palestí i oficial de l'exèrcit sirià, va fundar el FAP el 1959 amb el suport del govern de la República Àrab Unida. En aquella època, el FAP era només un dels nombrosos grups armats que s'anomenaven fedaïns (els que se sacrifiquen a si mateixos). L'any 1967, després de la derrota catastròfica a la Guerra dels Sis Dies, el FAP i altres grups de fedaïns es van unir per a fundar el Front Popular per a l'Alliberament de Palestina o FPAP. El cap de l'FPAP era Georges Habash, un palestí grecoortodox actiu en la causa del panarabisme, que abans que es formés l'FPAP era el cap del Moviment Nacionalista Àrab o MNA. El FPAP era un grup membre de l'Organització per a l'Alliberament de Palestina (OAP).

## El FPAP-CG
Els guerrillers més agressius de l'FPAP ràpidament es van cansar d'Habash, especialment Jibril, que creia que sols una guerra sense pausa contra Israel alliberaria la terra de Palestina. Jibril va deixar l'FPAP el 1968 per fundar el Comandament General. Aquest grup lluitava contra Israel amb ajuda síria, mentre Habash tractava de ser el més independent possible. El Comandament General va participar en el Setembre Negre de Jordània, el conflicte entre el Regne de Jordània i l'OAP el 1970 i després el 1971 quan l'OAP fou expulsada de Jordània. L'any 1974 el Comandament General es va unir amb l'FPAP i altres grups per formar el Front del Rebuig contra el Programa dels Deu Punts de Iàsser Arafat, president de l'OAP.

## Segon FAP
L'any 1976, al començament de la Guerra Civil Libanesa, quan Jibril va fer una aliança amb Síria contra les forces de l'OAP, una facció del Comandament General sota la direcció de Muhammad Zaidan i Tal'at Ja'akub el va deixar per formar el segon FAP. Aquesta nova organització va lluitar contra Síria a la Guerra Civil, del costat de Iàsser Arafat. L'any 1982, durant l'operació israeliana al sud del Líban, els guerrillers del FAP es van dividir en tres faccions: 
- Els pro-sirians, sota el comandament d'Abd al-Fatah Ghanim, que van lluitar per Síria la Guerra de les Campes el 1983 del costat de Fatah-Intifada. Aquesta facció és considerada dissolta.
- Els neutrals sota el comandament de Tal'at Ja'akub que quedaven al Líban, es va unir amb la facció d'Abbas el 1989 després de la mort de Ja'akub.
- La tercera i més antisiriana sota el comandament d'Abu Abbas. Aquest va deixar el Líban el 1983 amb Arafat per Tunísia, tot i que després de l'atac des del vaixell Achille Lauro el 1985 es va moure a l'Iraq, el seu patrocinador.

## Activitats actuals
Durant la segona Intifada (iniciada l'any 2000), el FAP no va tenir gaire participació. El novembre de 2001, van ser arrestades quinze persones afiliades al FAP per conspirar per a atacar objectius a Tel-Aviv, Jerusalem, i l'Aeroport Internacional Ben Gurion. Activistes del FAP han estat incriminats per l'assassinat de Yuri Gushstein. Durant la Guerra de l'Iraq, a l'octubre 2003 Abu Abbas va ser capturat per les forces dels EUA, i va morir empresonat. El FAP està actiu en els territoris de l'Autoritat Nacional Palestina, amb un partit polític Màrtir Abu Abbas i grups d'estudiants i obrers, encara que és molt feble respecte a grups com Fatah i Hamàs. El cap actual del grup es diu Abu Nidal al-Ashqar, però la informació de la que es disposa és molt escassa.

## Atacs
- L'atac des del vaixell turístic 'Achille Lauro' el 1985 va ser molt notori per l'assassinat d'un passatger invàlid jueu, Leon Klinghoffer, que va ser llançat del vaixell per guerrillers del FAP. Quan van tractar de demanar asil a Tunísia des d'un avió egipci que el govern d'Egipte els va donar després que deixessin el vaixell, avions nord-americans el van forçar a aterrar a Itàlia, on van ser empresonats per les autoritats italianes, abans que els alliberessin.
- Un atac fracassat a la platja Nitzanim de Tel-Aviv el 1990 que va humiliar a l'OAP durant les negociacions entre Iàsser Arafat i EUA.
- Atac fracassat a la platja d'Eilat el 1992.

## Resultats electorals

### Consell Legislatiu
| Any  | Vots  | %    | Escons  | +/– | Pos. |
| ---- | ----- | ---- | ------- | --- | ---- |
| 1996 | 3,919 | 0.11 | 0 / 88  | Nou | 12è  |
| 2006 | 3,011 | 0.30 | 0 / 132 | =   | 9è   |